# Lathrolestes luteolus
Lathrolestes luteolus là một loài tò vò trong họ Ichneumonidae.